# Discestra robinsoni
Discestra robinsoni là một loài bướm đêm trong họ Noctuidae.